# 한국해양학위원회
한국해양학위원회(Korea Oceanographic Commission, KOC)는 국내 해양학 관련기관의 연계와 정보 공유, 정부의 해양학 관련 정책 수립과 이행에 대한 건의 및 자문, 해양학 분야 국제 교류 및 협력 증진을 목적으로 만들어진 해양수산부 산하의 위원회이다. 당연직 7명(관련 정부부처 공무원), 위촉직(해양과학 전문가) 13명 등 총20인으로 구성되어 있으며, 현재 한국해양과학기술원(前 한국해양연구원)에 사무국을 두고 있다. KOC사무국은 한국해양과학기술원 내에 위치(부산시 영도구 해양로 385)하고 있다.

## 설립배경
대한민국은 1961년에 정부간해양학위원회[政府間海洋學委員會, Intergovernmental Oceanographic Commission(IOC)]의 권고에 따라 유네스코 한국위원회 내에 한국해양과학위원회(KOC)를 설립하였다. KOC는 1965년부터 1971년 사이에 실시된 쿠로시오 해류 합동조사사업에 참여하고, 해양과학 심포지움을 개최하는 등 활발한 활동을 전개하였다. 그러나 그 후로 전담 인력 및 예산 부족 등으로 거의 아무런 활동도 하지 못하는 유명무실한 기구로 방치되어 있었다. 
해양수산부는 선진국 주도의 해양과학분야에서의 연구 역량을 확보하고, 이를 기반으로 치열한 해양관할권 경쟁 및 환경관련 국제조약에 대비한 체계적인 국가 대응전략을 수립하기 위한 목적에서 KOC의 활동을 강화하기로 하고, 2004년 3월 한국해양연구원 내에 한국해양학위원회 사무국을 새로 설치하였다.

## 연혁
- 1965 유네스코 한국위원회 내에 발족
- 1965~1971 국제 쿠로시오 조사사업(CSK)에 참여. 해양과학 심포지움 7차례 개최
- 1979 해양연구소로 사무국 이관
- 1980 교통부 수로국으로 사무국 이관
- 1983 유네스코 한국위원회로 사무국 이관 (특별위원회로 설치). 유네스코 한국위원회 산하에 KOC 규정 제정
- 1997 해양수산부로 운영업무 이관, 해양연구소로 사무국 이관 (인력 및 예산 지원 조건)
- 2000. 1 해양수산부(해양개발과)로 사무국 이관
- 2000.4.4 규정 개정 (훈령 제196호)
- 2000.8.30 8대 위원회 구성 (위원을 국장과 기관장 급에서 실무자 급으로 변경)
- 2002.5.9 규정 개정 (훈령 제275호)
- 2003.12 한국해양연구원에 KOC 사무국 설치운영 (해양수산부 위탁사업)
- 2004.3.24 제9대 위원회 발족
- 2004.7.7 규정 개정 (훈령 제327호)
- 2004.9.15 PICES 국내위원회 신설
- 2006.5 제10대 위원회 출범 (임기 '06~'07)
- 2008.5 국토해양부 산하 제11대 위원회 출범 (임기 '08~09)

## 주요활동
- 국제기구(IOC, PICES 등) 주관 국제공동해양연구프로그램의 국내 소개 및 참여방안 모색

- KOC 총회 및 임시총회, PICES 국내회의 등을 통한 정부정책자문

- IOC, PICES, IOC/WESTPAC 등 주요회의 참가결과 보고서발간 및 배포

- IOC, PICES 등 해양과학기술분야 주요 국제기구 국내창구역할 강화

- 전문분야별 의제분석 소위원회 구성 운영

- 웹사이트 운영을 통한 대국민 해양과학국제기구 정보 및 자료 제공

## 한국해양학위원회 규정
개정 2004. 7. 7. 해양수산부 훈령 제327호
제1조 (목적)
이 규정은 정부간해양학위원회(이하 "IOC"라고 한다)와 기타 해양과학기구 및 프로그램 관련 업무에 대한 전문적 자문을 통해 한국 해양과학의 발전을 도모하기 위하여 해양수산부에 한국해양학위원회(이하 “위원회”라고 한다)를 설치ㆍ운영하는데 필요한 사항을 규정함을 목적으로 한다.
제2조 (기능)
위원회는 그 목적의 효과적 수행을 위하여 다음과 같은 기능을 갖는다.
1. IOC와 기타 해양과학기구 및 프로그램, 특히 북태평양해양과학기구(이하 "PICES"라고 한다) 관련 국제교류 및 협력증진 
2. 1항과 관련된 국내 협의 및 조정, 제반 의제 검토, 정부대표단 추천, 관련 자료 정보 관리 
3. 정부의 해양학 관련 정책 수립과 이행에 대한 건의 및 자문 
4. 기타 해양수산부 장관이 필요하다고 인정한 사항의 수행
제3조 (구성)
① 위원회는 위원장 1인, 수석부위원장 1인과 부위원장 2인을 포함한 위원 20인 이내로 구성하되, 7인의 당연직 위원과 13인 이내의 위촉직 위원으로 구성한다. ② 당연직 위원은 해양수산부 해양개발과장, 외교통상부 환경협력과장, 기상청 관측담당관, 국립수산과학원 해양연구팀장, 국립해양조사원 해양과장, 유네스코한국위원회 과학커뮤니케이션팀장 및 한국해양연구원 대외협력팀장으로 한다. ③ 위촉직 위원은 해양과학 전문가 중 관련기관의 추천을 받아 해양수산부 장관이 위촉한다. ④ 위원장과 부위원장은 위원 중에서 호선한다.
제4조 (위원장의 직무 등)
① 위원장은 위원회를 대표하고 위원회의 사무를 통할한다. ② 부위원장은 위원장을 보좌하며 위원장 유고시에는 수석부위원장이 그 직무를 대행한다.
제5조 (임기)
위원의 임기는 2년으로 하고 연임할 수 있다. 다만, 보궐위원의 임기는 전임자의 잔여기간으로 한다.
제6조 (회의운영)
① 위원회는 매년 5월과 11월에 각각 정기총회를 개최하며, 위원 1/3 이상의 요구가 있을 때 또는 위원장이 필요하다고 인정할 때 위원장이 임시총회를 소집한다. ② 위원회는 재적위원 과반수의 출석으로 개회하고 출석위원 과반수의 찬성으로 의결한다. ③ 위원회는 회의록을 작성, 비치하여야 한다.
제 7조 (사무국)
① 위원회는 다음과 같은 업무를 담당하기 위하여 사무국을 설치, 운영한다. 1. IOC와 PICES 문서처리지원 2. 위원회 총회 개최준비 및 결과보고 3. IOC와 PICES 회의 참가 결과보고 4. 해양과학기술 국제기구 및 프로그램 정보수집 5. 위원회 홈페이지 구축 및 운영 6. 유네스코한국위원회 관련업무 처리 7. 연차운영보고서 발간 ② 사무국은 제1항 각호의 업무를 수행함에 있어 위원장의 지휘를 받는다. ③ 사무국은 한국해양연구원 내에 두고 업무처리를 위하여 전담직원 1인 이상을 둔다.
제8조 (소위원회)
① 위원회를 효율적으로 운영하기 위하여 필요하다고 인정하는 경우에는 소위원회를 둘 수 있다. ② 소위원회는 위원회로부터 위임받은 사항을 수행하며, 활동결과를 위원회에 보고 한다. ③ 소위원회 위원은 위원회의 위원 및 관계전문가 중에서 위원장이 위촉하며, 필요시 사무간사를 둘 수 있다.
제9조 (여비 및 수당)
위원회 및 소위원회에 출석한 위원에 대해서는 예산 범위 안에서 여비 및 수당을 지급할 수 있다.
제10조 삭제
제11조 (운영세칙)
이 규정에서 정한 사항 이외에 위원회의 운영에 관하여 필요한 사항은 위원회의 의결을 거쳐 위원장이 정할 수 있다.
『부칙』
이 규정은 발령한 날부터 시행한다.

## 소위원회
KOC 내에는 해양과학기술분야 각 국제기구에 대한 국내 협의를 위하여 현재 2개의 소위원회가 설치 운영되고 있습니다.
- 한국해양학위원회 PICES 국내위원회 (KOPICES)
- 목적 및 기능 : 한국해양학위원회 임시총회에서 PICES 국내위원회의 설립을 승인함에 따라 2004.9.15 설립되었으며 다음 사항을 목적으로 함 
  - PICES 관련 정부정책 자문
  - 국내협의 조정
  - 제반의제 검토, 대표단 추천
  - PICES 자료 및 정보 관리
  - PICES 연구활동 강화ㆍ촉진

- 한국 ARGO 소위원회 
  - 목적 및 기능 : 2000.10.10 8대 KOC 위원회의 승인으로, 각 기관(국립수산과학원, 국립해양조사원, 기상청 기상연구소, 한국해양연구원, 서울대학교)에서 개별적으로 참여하고 있는 Argo 사업에 대하여 통합의 장을 마련, 범국가적인 대응전략 및 방향설정을 목적으로 설립

## 참조
- 한국해양학위원회 홈페이지[깨진 링크(과거 내용 찾기)]